# Téphrodorne de Pondichéry
Tephrodornis pondicerianus
Espèce
Statut de conservation UICN

LC : Préoccupation mineure
Le Téphrodorne de Pondichéry (Tephrodornis pondicerianus) est une espèce de passereaux de la famille des Vangidae.

## Répartition et sous-espèces
Selon la classification de référence du Congrès ornithologique international (15.1, 2025) il se répartit en trois sous-espèces :
- T. p. pallidus Ticehurst, 1920 — sud-est du Pakistan et nord-ouest de l'Inde ;
- T. p. pondicerianus (Gmelin, 1789) — de l'Inde au Laos ;
- T. p. orientis Deignan, 1948 — Cambodge et sud du Viêt Nam.